# Автострада А5 (Італія)
Автострада A5 (італ.) або Autoroute A5 (французька) — це італійська автомагістраль, яка з'єднує Турин і Валле-д'Аоста з Францією через тунель Монблан.

## Основні міста
A5 проходить через Івреа, Пон-Сен-Мартен, Шатійон, Аосту та Курмайор.